# Friedel Apelt

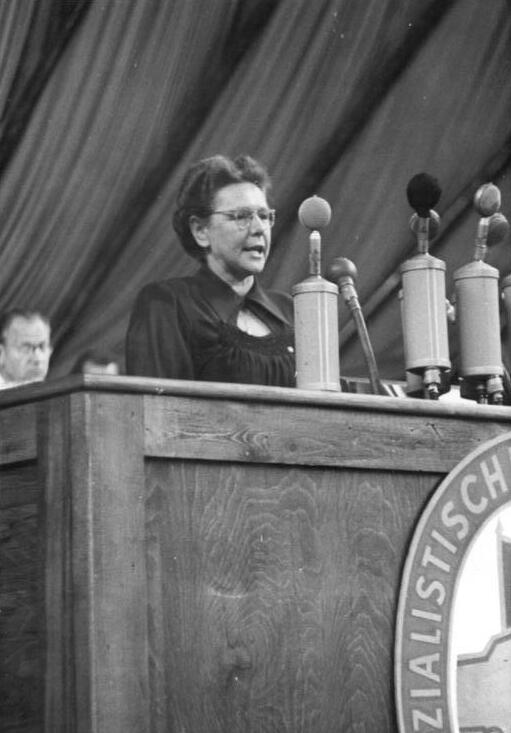
Friedel Malter am 22. Juli 1950 auf dem III. Parteitag der SED in Berlin

Frieda Apelt, geborene Frieda Anna Charlotte Raddünz, in erster Ehe Frieda Franz, in zweiter Ehe Frieda Malter, Spitzname Friedel (* 1. November 1902 in Breslau; † 12. Dezember 2001 in Berlin-Friedrichshagen) war eine deutsche Politikerin (KPD/SED) und FDGB-Funktionärin. Während der NS-Zeit leistete sie Widerstand gegen den Nationalsozialismus und war in mehreren Konzentrationslagern inhaftiert.

## Leben
Frieda Raddünz, deren Vater Schriftsetzer war, absolvierte nach dem Besuch der Volksschule eine Ausbildung zur Weberin und war als Hausangestellte und Weberin u. a. in ihrer Heimatstadt tätig. Sie heiratete 1925 Adolf Franz, einen Bergarbeiter und KPD-Ortsgruppenleiter. Frieda Franz trat 1925 der Gewerkschaft Deutscher Textilarbeiter Verband (DTV), 1926 der KPD und 1929 der Revolutionären Gewerkschafts-Opposition (RGO) bei. Von 1926 bis 1933 war Franz Mitglied des Provinziallandtages der Provinz Niederschlesien. Zudem war sie kurzzeitig Angehörige der KPD-Unterbezirksleitung in Waldenburg. Bei der KPD-Bezirksleitung Schlesien war sie von 1930 bis 1933 Frauenleiterin in Breslau. Sie war für die KPD ab April 1932 im Landtag des Freistaats Preußen tätig und war die jüngste von 31 Abgeordneten der KPD.
Nach der Machtergreifung der Nationalsozialisten setzte sie ihre politische Arbeit in der Illegalität fort. Im Juni 1933 wurde sie festgenommen und aufgrund von „Vorbereitung zum Hochverrat“ zu drei Jahren Zuchthaus verurteilt. Franz war zunächst im Zuchthaus Jauer inhaftiert und wurde danach zunächst ins KZ Moringen eingewiesen und von dort ins KZ Lichtenburg überstellt. Nach ihrer Entlassung aus dem KZ war sie ab 1938 bei Edeka beschäftigt und nach einer Weiterbildung zur Kontoristin in Breslau tätig. Auflage der Haftentlassung war die Scheidung von ihrem Mann, der nach Moskau geflohen war, wo er vermutlich 1942 an Typhus verstarb. Am 22. August 1944 wurde Franz wegen illegaler politischer Betätigung erneut verhaftet und ins KZ Ravensbrück eingewiesen.
In Ravensbrück war Franz in der Position eines Funktionshäftlings Häftlingsschreiberin des Lagerkommandanten. Franz war in KZ-Außenkommandos eingesetzt, so bei den Auerwerken in Oranienburg und dem Daimler-Benz-Werk in Genshagen. Im Zuge der „Evakuierung“ des Konzentrationslagers konnte Franz am 4. Mai 1945 von einem Todesmarsch fliehen.

„Wir waren frei. Mit noch drei aus meiner Gruppe kamen wir in Wittenberge an. Ich meldete mich im Rathaus, eigentlich nur, um Lebensmittelkarten zu erhalten. Man sagte mir, in meine Heimatstadt Breslau könnte ich sowieso nicht zurück. Der Kommandant beauftragte mich, das Ernährungsamt zu übernehmen. Ich lehne erst einmal ab. Ich sei Weberin und verstehe nichts von Verwaltungsarbeit… Sie sollen dafür sorgen, dass die Menschen nicht verhungern. Und dabei werde ich Ihnen helfen. So wurde ich, wie so viele andere, ein Aktivist der ersten Stunde. Im Juli 1945 begannen wir in Wittenberge mit der Bildung von Ortsgruppen der KPD. Ich hielt in mehreren Gründungsveranstaltungen das Referat…“

1946 heiratete sie Andreas Malter. Die Ehe bestand jedoch nur drei Jahre. Nach dem Krieg war sie Frauensekretärin beim ZK der KPD und gehörte dem Zentralen Frauenausschuss an. Nach der Zwangsvereinigung von SPD und KPD wurde Malter 1946 Mitglied der SED. Sie begründete den Demokratischen Frauenbund Deutschlands (DFD) mit und gehörte dem Bundesvorstand des DFD von 1948 bis 1955 an. Von 1957 bis 1960 war sie Präsidiumsmitglied des DFD. Von 1946 bis 1989 gehörte Malter dem Bundesvorstand des Freien Deutschen Gewerkschaftsbundes (FDGB) an und von 1946 bis 1950 zusätzlich dem geschäftsführenden Bundesvorstand des FDGB. Zudem war sie beim FDGB von 1946 bis 1948 Frauensekretärin. Bis 1954 war sie auch Mitglied des Präsidiums des FDGB-Bundesvorstandes. Der Volkskammer sowie deren Vorläufer Volksrat gehörte Malter von 1948 bis 1954 an. Zwischenzeitlich war Malter noch von 1950 bis 1951 Sekretärin für Gesamtdeutsche Arbeit. Im DDR-Ministerium für Arbeit bekleidete Malter von 1949 bis Mai 1956 das Amt einer Staatssekretärin und Ersten Stellvertreterin des Ministers. Von Mai 1959 bis 1989 saß Malter dem DDR-Komitee für Menschenrechte vor.
Malter gehörte ab 1947 der VVN und ab 1953 der Nachfolgeorganisation in der DDR Komitee der antifaschistischen Widerstandskämpfer an. Im November 1952 heiratete sie Fritz Apelt. Apelt, die ihre letzten Lebensjahre in der Senioreneinrichtung Clara-Zetkin-Heim in Friedrichshagen verbrachte, nahm am 50. Jahrestag der Mahn- und Gedenkstätte Ravensbrück teil und engagierte sich 1999 für Wiedergutmachung an ehemaligen Häftlingen durch Daimler-Benz.

## Auszeichnungen
- Clara-Zetkin-Medaille (1955)
- Vaterländischer Verdienstorden in Silber (1956), Ehrenspange zum Vaterländischen Verdienstorden (1972)
- Banner der Arbeit (1962)
- Karl-Marx-Orden (1977)
- Stern der Völkerfreundschaft in Gold (1982)